# Il tuffo
Il tuffo è un film del 1993, diretto da Massimo Martella.
Presentato al Festival di Annecy nel 1993, il film ha vinto il Premio speciale della giuria.

## Trama
Matteo, un trentenne disoccupato, decide di impartire lezioni di fisica, in virtù della sua laurea in fisica. Rispondono all'annuncio Giulio ed Elsa, due liceali rimandati in quella materia che cominciano così, a seguire le ripetizioni di Matteo. Dopo un inizio difficile, i tre ragazzi stringono un'amicizia che li rende a dir poco inseparabili.

## Accoglienza

### Critica
- Una delle migliori opere prime italiane degli anni '90. Commento del dizionario Morandini che assegna al film tre stelle su cinque di giudizio.[1]
- Discreta prova d'esordio di Massimo Martella. Commento del dizionario Farinotti che assegna al film due stelle su cinque di giudizio.[2]

## Riconoscimenti
- 1993 – Festival di Annecy
  - Premio speciale della giuria a Massimo Martella